# Specifik avrinning
Specifik avrinning är avrinningen per ytenhet. Normalt brukar den specifika avrinningen anges i antingen enheten kubikmeter per kvadratkilometer och sekund  eller i enheten liter per hektar och sekund. En speciell variant av den specifika avrinningen är det dimensionerade flödestalet. 
Den specifika avrinningen kan beräknas från den hydrologiska ekvationen.